# ラードーン

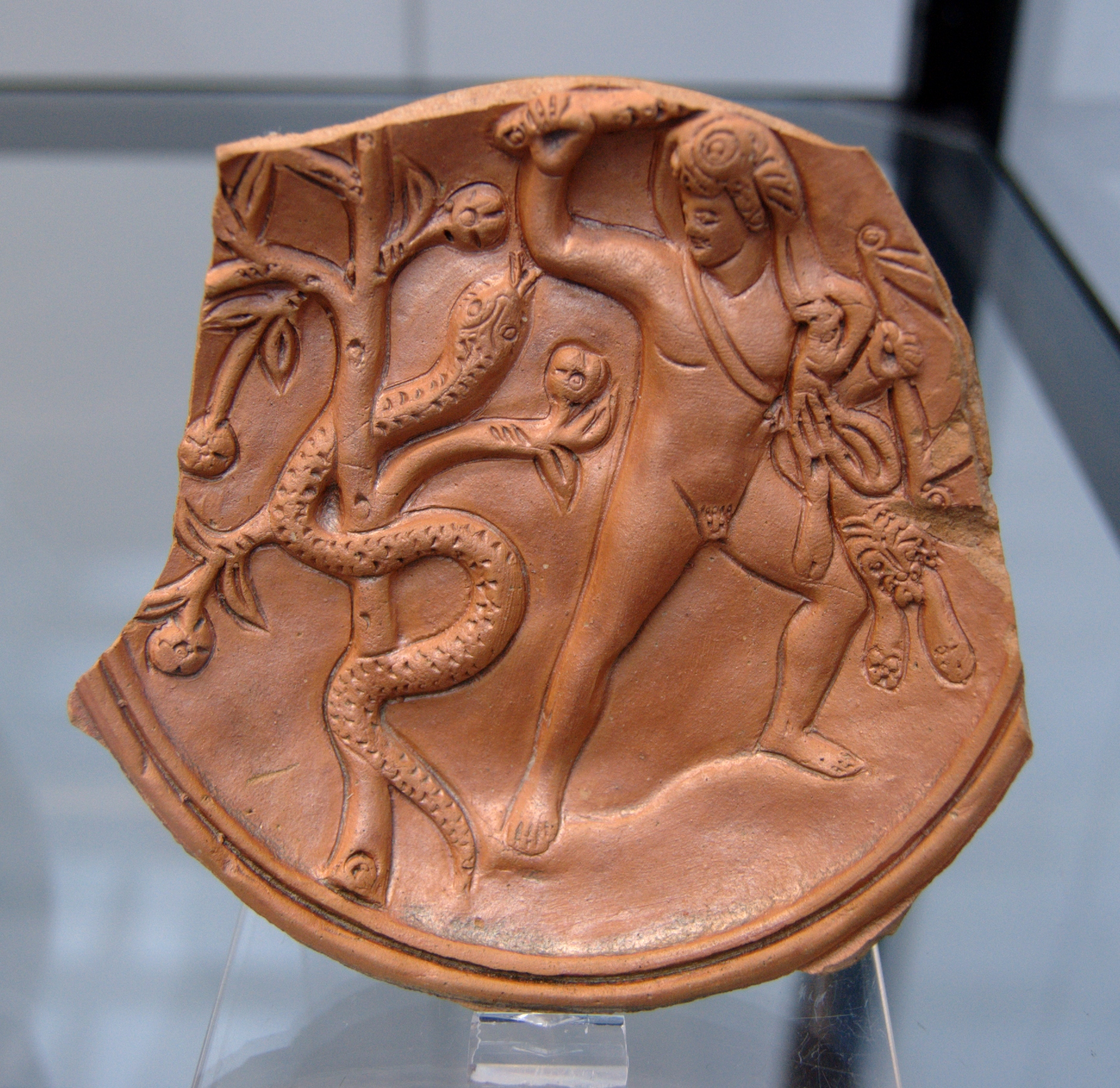
ヘーラクレースとラードーン（ローマ時代のレリーフ）

ラードーン（古希: Λάδων, Lādōn）は、ギリシア神話に登場する、ヘスペリデスとともに黄金の林檎を守っていた、100の頭を持つドラゴン。長母音を省略してラドンとも表記される。その名はセム族に伝わる大蛇ロタンの古ギリシア語形といわれる。
テューポーンとエキドナないしガイアとの間の、またはポルキュースとケートーの間の子であるといわれる。百の頭があるため常に眠らずに黄金の林檎を守っていた。
彼はヘーラクレースの十二の難行、「黄金の林檎を取ってくる」冒険の際に、ヒュドラーの毒のついた矢によって殺された。ヘーラーはラードーンを天空に上げりゅう座とした。ただし、ヘーラクレースはアトラースに黄金の林檎を持って来させたためラードーンは退治していないともいわれる。
また、この他にアルカディアを流れる川とその河神にも同名のものが存在する。